# 지구보건
지구보건(地球保健, Planetary health)은 인류 문명과 인간이 살고 있는 장소인 지구에 관계된 보건 문제를 통합적으로 바라보기 위해 정의된 학술적 용어이다. 인간과 지구 및 환경의 상호작용과, 거기에서 발생하는 여러 보건 문제들을 주 영역으로 삼는다.

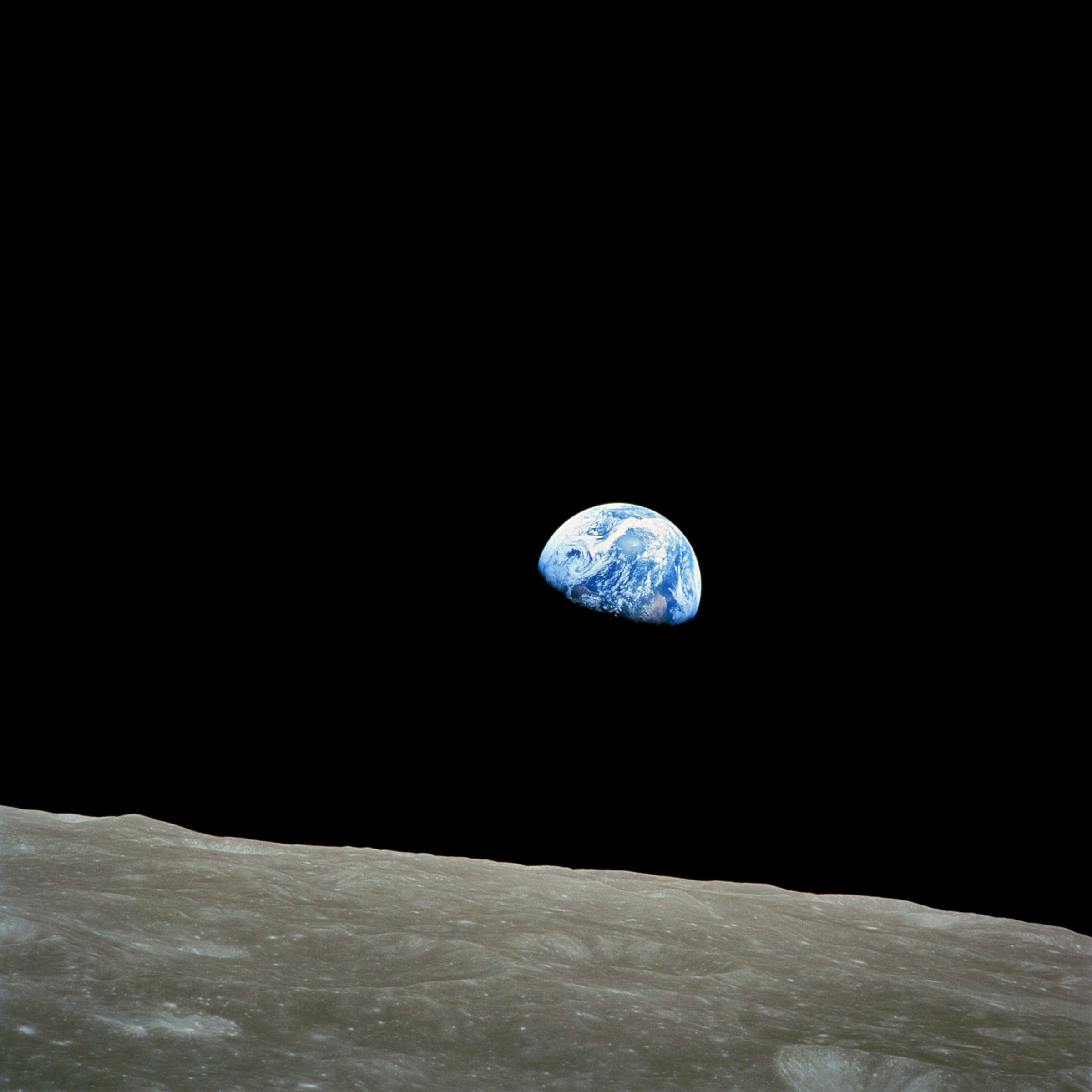
인류 문명의 터전으로써의 지구

## 역사
지구보건의 개념은 1970년대의 환경보건과 전체론적 건강(Holistic Health)에 관한 논의에서 출발한다.
지구보건이라는 용어가 언제 처음으로 사용되었는지는 명확하지 않다. 논의가 시작된 초기에는 "전 지구적 생명유지 시스템"이나 "전 지구적 공중보건"과 같은 다양한 단어가 통용되었다. 환경보호를 위해 설립된 비정부 기구인 지구의 벗이 1980년 세계보건기구의 건강에 관한 정의를 확장하면서 지구보건이라는 용어를 사용하였다. 1990년대에 접어들며 의학, 간호학, 보건학 등의 학문을 기반으로 하여 환경운동, 생태주의의 흐름과 함께 과학 영역 바깥에서도 전 지구적 관점의 보건이 논의되기 시작하였다. 2009년 스웨덴의 환경학자 요한 록스트롬과 동료들은 지구 위험 한계선에 관한 선언문과 함께 9가지 영역에 걸쳐 인류의 지속 가능한 발전을 위한 담론을 제시하였다.
의학 저널 란셋의 편집장인 리차드 호튼은 이에 답하며 단순한 과학적, 공학적인 접근 뿐만 아니라 사회적, 정치적, 경제적 영역을 아우르는 종합적인 지식의 필요성을 강조하였다.
란셋과 록펠러 재단은 2014년 이코노미스트 특별 기고문에서 국제 보건만으로는 더 이상 사회가 직면한 보건 문제를 해결할 수 없으며, 인류가 살고 있는 지구라는 행성을 고려한 새로운 논의가 필요함을 주장하였고, 인류 문명에 대한 전 지구적 보건 위협에 대항하기 위하여 지구보건 위원회를 새로이 구성하였다.
이들은 2015년 공동 명의로 지구보건이 당면한 문제에 대한 보고서를 내놓으면서 정책적인 변화와 학문 분야의 융합 연구, 다양한 수준에서의 거버넌스의 필요성을 주장하였다. 란셋은 지구보건에 대한 학문적 발전을 위하여 2017년 4월 새로운 자매지인 The Lancet Planetary Health를 창간한다.

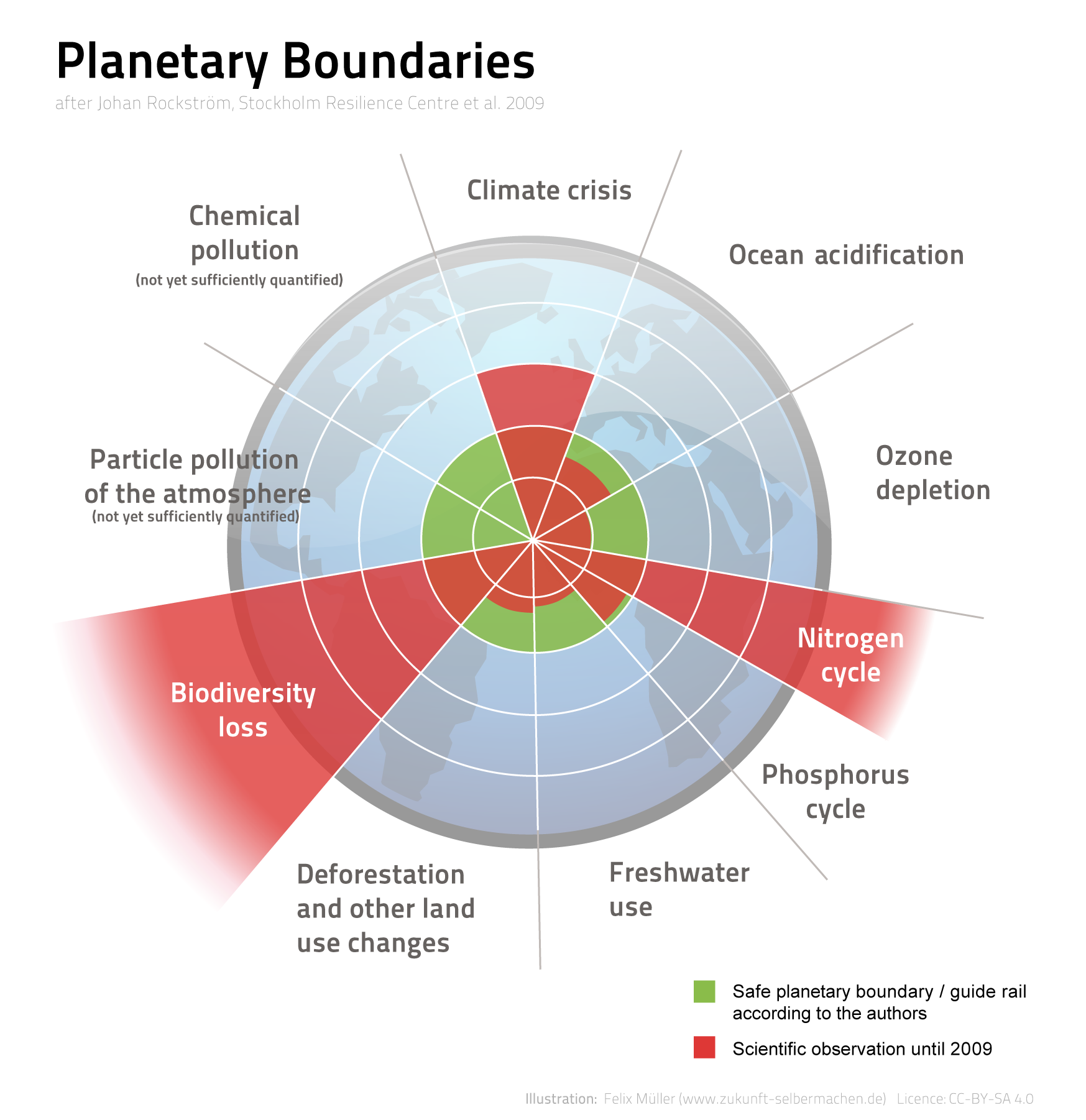
요한 록스트롬이 제시한 지구 위험 한계선

## 영역
지구보건의 정의에 따라서 다양한 관점의 문제들, 특히 전통적으로 의학과 보건학 영역 밖에 있었던 주제들이 새로이 포함되게 된다. 기존의 환경보건, 국제보건 등에서 다루었던 주제들과 이들에 연계되는 학문적 영역들이 일차적으로 다뤄진다. 대표적으로 수자원이나 식량 문제, 토양 및 쓰레기 문제 등 자원 문제와, 건강 불평등, 의료 문화, 교육, 행복 등의 사회적 가치, 여행 의학, 탄소 발자국 등의 주제가 다뤄지고 있다. 또한 지역적인 보건 문제 역시 지구보건과 연계될 수 있다. 기후 변화, 생물 다양성, 거주 문제 역시 자주 다뤄지고 있다.

## 향후 과제
2015년의 보고서에서 란셋과 록펠러 재단은 지구보건 문제를 해결해 나갈 때 지켜야 할 원칙들을 제시하였다.
첫째, 오늘날의 보건 문제는 한 나라 안에 국한되는 것이 아니라 다른 나라들에게까지 영향을 준다는 점 (특히 환경보건적인 면에서), 둘째, 미래 세대의 건강과 안녕을 보호해야 할 도덕적 책임이 현재 세대에 존재한다는 점, 셋째, 환경 문제 등은 그 문제의 발생에 더 적게 기여하는 빈곤층일수록 더 많은 영향을 받기 때문에 불평등이 점점 심화될 수 있다는 점, 넷째, 기본적인 인권을 심각하게 위협하는 영양결핍, 불건강, 빈곤 등을 포함하는 사회제도를 변화시켜 안전하고 정의로운 시스템을 만들어야 한다는 점을 언급하고 있다.

## 같이 보기
- 국제보건
- 공중보건
- 환경과학
- 대기 오염
- 기후 변화
- 원 헬스